# Porte-bouquet

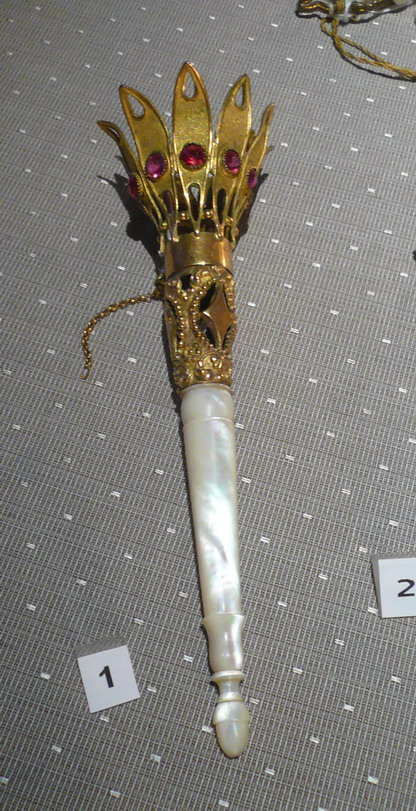
Porte-bouquet des années 1820 en nacre et métal doré, au Museu Marès de Barcelone

Le porte-bouquet est un accessoire de mode féminin, constitué d'un petit vase prolongé par un manche, parfois pourvu d'une chaînette le reliant à un anneau passé au doigt. 
Fait de nacre, d'ivoire, d'écaille, d'opaline, d'argent ou d'or, il pouvait être orné de perles, de corail ou de pierres précieuses.
Le porte-bouquet apparut en France au XVIIe siècle, à une époque où l'usage dans les réunions mondaines voulait que les femmes tiennent d'une seule main à la fois un bouquet de fleurs et un éventail, un carnet de bal, un flacon de parfum, un mouchoir ou un miroir, l'autre main étant consacrée à leur cavalier. Un porte-bouquet pouvait être monté sur un trépied afin d'être posé sans abîmer les fleurs qu'il contenait. Accessoire de parure, il évolua avec les modes vestimentaires avant de disparaître vers la fin du XIXe siècle.
En 2005, une exposition tenue au Musée Cognacq-Jay permit de présenter au grand public une collection de 120 porte-bouquets de France, d'Angleterre, d'Autriche et d'Italie, prêtés par un collectionneur privé.